# Seleukos I
Seleukos, Seleukos Nikator, eller Seleukos I, död 281 f.Kr., var en av Alexander den stores befälhavare och efter dennes död kung över Persien, Syrien, Babylonien, Susiana och Medien. Seleukos kom att ta kontroll över den större delen av Alexanders rike. 305 f.Kr.-304 f.Kr. lät han sälja de avlägsna områdena i Indusdalen till kung Chandragupta Maurya.

## Biografi
Seleukos var son till en av Filip II av Makedoniens generaler, Antiochos, även kung i det som idag motsvaras av Syrien och hans hustru Laodike. Seleukos hade en syster vid namn Didymeia Seleucids.
Seleukos var starkt inspirerad av Alexanders idéer om att sprida grekiskt kultur och fortsatte dessa genom att han grundade grekiska kolonier. Han grundlade staden Seleukia vid Tigris som med sin fria författning kom att bli den nya huvudstaden och dess befolkning växte till att bli Asiens största stad med omkring en halvmiljon invånare.
Seleukos I och hans son Antiochos I var de största stadsgrundarna i hela världshistorien. Den kolonisation, som Alexander påbörjat, fortsatte de i stor stil över hela Asien fram till Indien och till stäpperna i norr. Det är bland de största kolonisationer, som någonsin planmässigt utförts av en regering. Seleukos mördades av den makedoniske kungen Ptolemaios Keraunos år 281 f.Kr. och efterträddes av sin son Antiochos I.

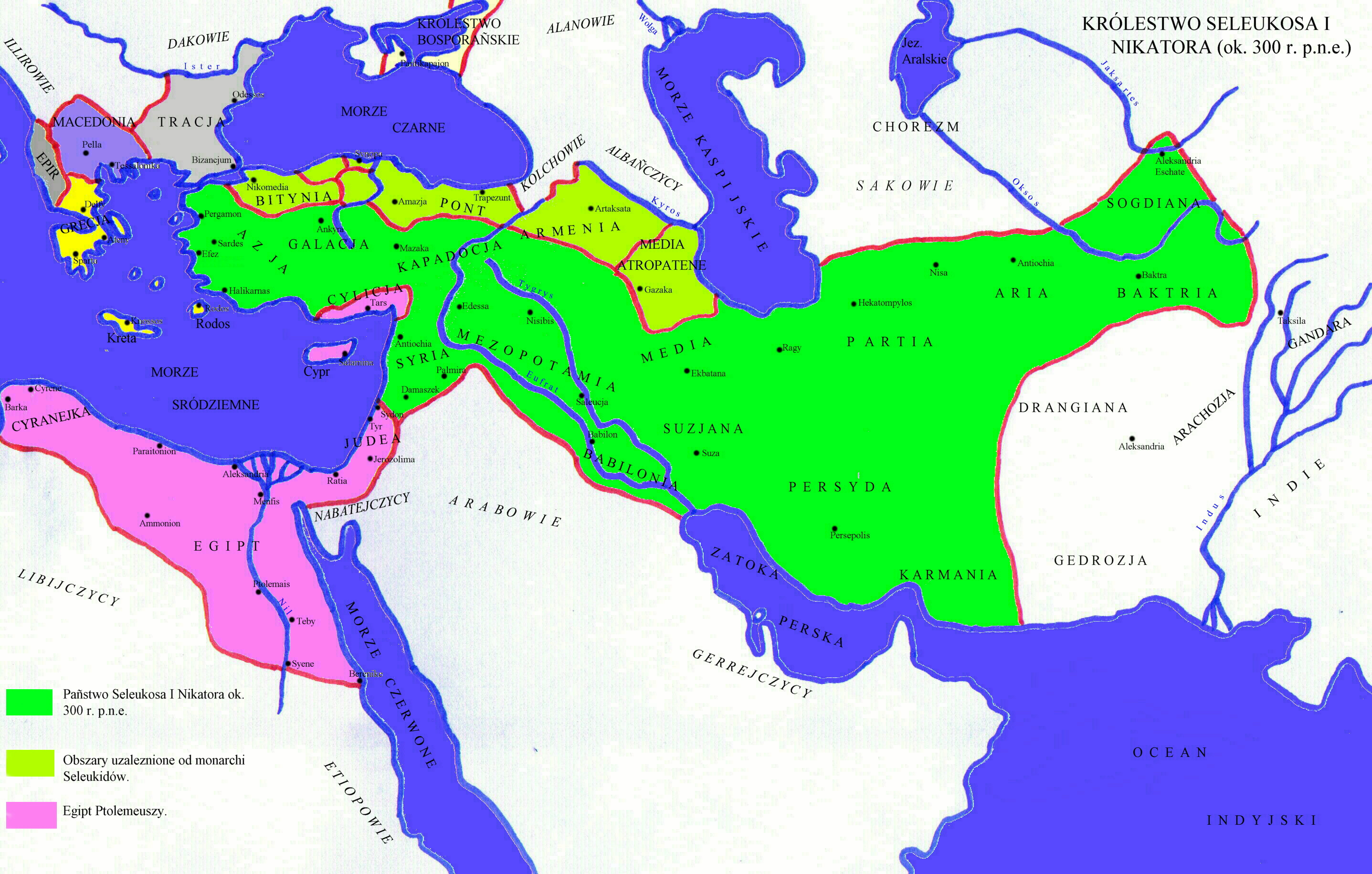
Seleukos rike (grönt) år 301 f.Kr

## Eftermäle
Asteroiden 3288 Seleucus är uppkallad efter honom.

### Fotnoter
1. ↑  Grimberg, s. 246
2. ↑  Grimberg, s. 247
3. ↑  ”Minor Planet Center 3288 Seleucus” (på engelska). Minor Planet Center. https://www.minorplanetcenter.net/db_search/show_object?object_id=3288. Läst 19 november 2023.